# 劉靖 (曹魏)
劉 靖（りゅう せい、? - 嘉平6年（254年））は、中国三国時代の魏の政治家。字は文恭。沛国相県の人。劉馥の子。劉熙・劉弘の父。劉馥伝に主な記載があり、伝の半分を占めている。劉静とも表記される。

## 事績
黄初年間に黄門侍郎から廬江太守に昇進した。この時曹丕から父の業績をよく受け継いだと称賛された。
また転任して河内に行き、尚書に昇進して関内侯の爵位を賜った。また中央からはなれて河南尹に転任した。父に似て、初期こそその細々とした指導は煩わしいものだが、結局民衆のためになる行政を行った。応璩にはその中央での仕事ぶりとそれを離れてからの仕事ぶりを褒めたたえられた。
母の死に遭い官を退いたが、のちに大司農衛尉に復帰して広陸亭侯に爵位を進めて三百戸を加えられた。儒学教育の基本について上奏した。
鎮北将軍に昇進して、仮節・都督河北諸軍事になった。防御策を望み国民と蛮族との間にけじめをつけたいと考え、要害を拠点にして兵を常駐させた。これを以て国境地域の守備体制を確立した。また戻陵渠という運河の大堤防を修理して拡大し、薊の南北を灌漑した。これにより稲を栽培し、三年に一度休耕させて大きな利益を生み出した。
嘉平6年（254年）に死去した。征北将軍を追贈されて建成郷侯に爵位を進められた。景侯と諡された。子の劉熙がその跡を継いだ。

## 評価
応璩からは河南尹時代の仕事ぶりを「そもそも人民を豊かにするには長い年月が必要だが、あなたは民衆に細々と指導を行き渡らせて、民に恩徳を施し、吏の管理を徹底している。加えて小さな犯罪も発見し、法律を守るのに妥協をしない。古の政治家もこれに劣ることがあるだろうか」と評している。
また、『傅子』は「小さな網の目まで統括し、非常に細かかった」と評している。